# Robert Menzies (piłkarz wodny)
Robert Menzies (ur. 3 kwietnia 1946) – australijski piłkarz wodny, olimpijczyk.
Reprezentował Australię na Letnich Igrzyskach Olimpijskich 1972, które odbyły się w Monachium, zajmując 12. miejsce.